# Evangelische Kirche (Winnerod)

Südseite der Kirche

Kirche von Norden

Die Evangelische Kirche in Winnerod, einem Ortsteil von Reiskirchen im Landkreis Gießen (Hessen), ist eine romanische Saalkirche aus dem 12. Jahrhundert. Der angebaute Chor weist verschiedene gotische Elemente auf, während das Langhaus mehrfach umgebaut wurde und seine heutige Gestalt nach einem Wiederaufbau im Jahr 1950 erhalten hat. Die Kirche mit ihrem charakteristischen Dachreiter ist hessisches Kulturdenkmal.
Die Kirchengemeinde gehört zum Dekanat Gießener Land in der Propstei Oberhessen der Evangelischen Kirche in Hessen und Nassau.

## Geschichte
Das Langhaus wurde im 12. Jahrhundert errichtet und der Chor spätestens in der Mitte des 13. Jahrhunderts angebaut. Urkundlich ist die Kirche seit 1252 nachgewiesen, als ein Pleban Gerlacus erwähnt wird. Vermutlich derselbe Gerlach wurde 1275 als „pastor ecclesie in Winnerode“ und als „rector ecclesie in Winnerode“ bezeichnet, was auf die Stellung eines Dekans hinweist.
Kirchlich war Winnerod im späten Mittelalter dem Dekanat Amöneburg von St. Stephan im Bistum Mainz zugeordnet und bildete einen eigenen Sendbezirk. Mit Einführung der Reformation wechselte die Kirchengemeinde zum evangelischen Bekenntnis, verlor aber bis 1575 ihre Selbstständigkeit als Pfarrei. Erster lutherischer Pfarrer war ab 1575 Johannes Bapst.
Wahrscheinlich im 17. Jahrhundert wurden eine Süd- und Westempore eingebaut. 1830 erhielt das Gotteshaus neue Portale und Fenster. Eine Innenrenovierung folgte 1893. Die Pläne aus dem Jahr 1923, die Orgel von der Chorempore auf die Westempore umzusetzen, um den Chor und die Reliefs auf den Gewölbekappen wieder freizulegen, blieben zunächst erfolglos.
Ab 1914 wurde die Kirche nicht mehr unterhalten. Die Pfarrstelle war ab 1929 nicht besetzt, sodass Winnerod und Bersrod von Beuern betreut wurden. 1937 wurde das Gebäude gesperrt. Eine Geldsammlung, die der Pfarrer von Beuern durchführte, erbrachte bis 1940 4000 Reichsmark. Aufgrund des fehlenden Baumaterials und der entbehrungsreichen Nachkriegsjahre kam es zu keiner Renovierung. Im Jahr 1948 stürzte der spätgotische Dachreiter aus dem 15. Jahrhundert ein und begrub den bis dahin erhaltenen romanischen Dachstuhl unter sich. Als die Kirchengemeinde 1950 wieder einen Pfarrer erhielt, wurde das Langschiff in veränderter Form wieder aufgebaut, wahrt aber noch die mittelalterlichen Proportionen.
Im Zuge einer Renovierung von 1962 bis 1964 wurde die Südempore mit ihrer Außentreppe abgerissen und das östliche Chorfenster mit Maßwerk wieder eingebaut. Ein angebautes Balghaus aus Fachwerk für die Orgel und die Chorempore, auf der bis dahin die Orgel ihren Aufstellungsort gefunden hatte, wurden abgerissen und eine neue Orgel auf der Westempore errichtet. Im Chor wurden 1963 die Stuckreliefs restauriert. Die Grabplatten, die dort bisher den Fußboden bedeckt hatten, wurden an der Südwand aufgestellt. 1963 schaffte die Gemeinde drei neue Glocken an.

## Architektur

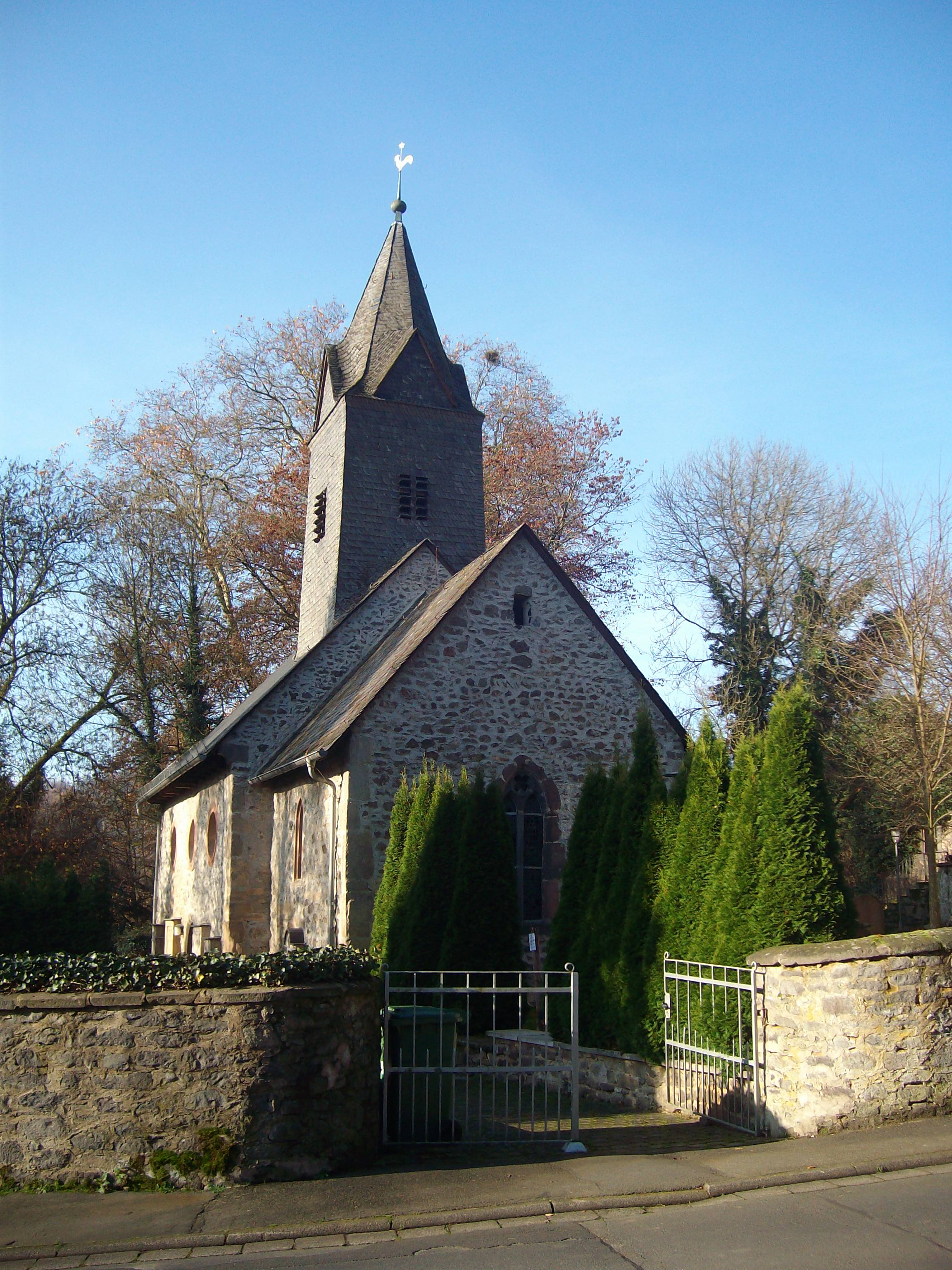
Ostseite der Kirche

Der geostete, unverputzte Saalbau ist aus Basalt-Bruchsteinmauerwerk inmitten eines Kirchhofs errichtet, dessen Ummauerung im Südwesten erhalten ist. Die Gewände sind aus Lungstein, die Eckquaderung aus gelbgrauem Sandstein, bei neueren Teilen aus rotem Sandstein.
Die Maße des Langhauses basieren auf dem römischen Fuß, was eine Erbauungszeit vor dem 13. Jahrhundert nahelegt. Das Langhaus ist genau 37 römische Fuß lang und 27 römische Fuß breit. Es wird durch Portale an der West- und Südseite erschlossen. Das unregelmäßige Gewände des Südportals geht auf wiederverwendete Teile eines breiteren romanischen Portals zurück. Drei kleine Rundfenster an der Südseite und zwei große Rundbogenfenster an der Nordseite von 1950 belichten den Innenraum. Statt des Emporenzugangs an der Südseite wurde in den 1960er Jahren ein Rundfenster eingelassen. Dem Satteldach ist ein Dachreiter aufgesetzt. Der hohe, verschieferte, quadratische Schaft hat an jeder Seite sehr kleine Schalllöcher für das Geläut. Vier Dreiecksgiebel leiten zu dem vierseitigen Spitzhelm über, der von Turmknauf und Wetterhahn bekrönt wird. Der Dachreiter beherbergt ein Vierergeläut. Die älteste Glocke datiert von 1770. Sie wurde von Freiherr Johann Jacob von Zwierlein gestiftet und von Johann Philip Henschel in Gießen gegossen.
Der eingezogene Chor auf quadratischem Grundriss mit geradem Ostabschluss ist gegenüber dem Langhaus etwas niedriger und öffnet sich in einem runden romanischen Triumphbogen über großen Kämpfern (Platte über Schräge) zum Schiff. Das Kreuzrippengewölbe ist gotisch. Die Rippen weisen eine Breite von 0,185 Metern auf, ruhen auf Eckkonsolen und enden in einem runden Schlussstein. Das spitzbogige Ostfenster mit Maßwerk und spätgotischen Gewänderesten stammt aus dem 14. Jahrhundert, das kleinere Spitzbogenfenster an der Südseite von 1964.

## Ausstattung

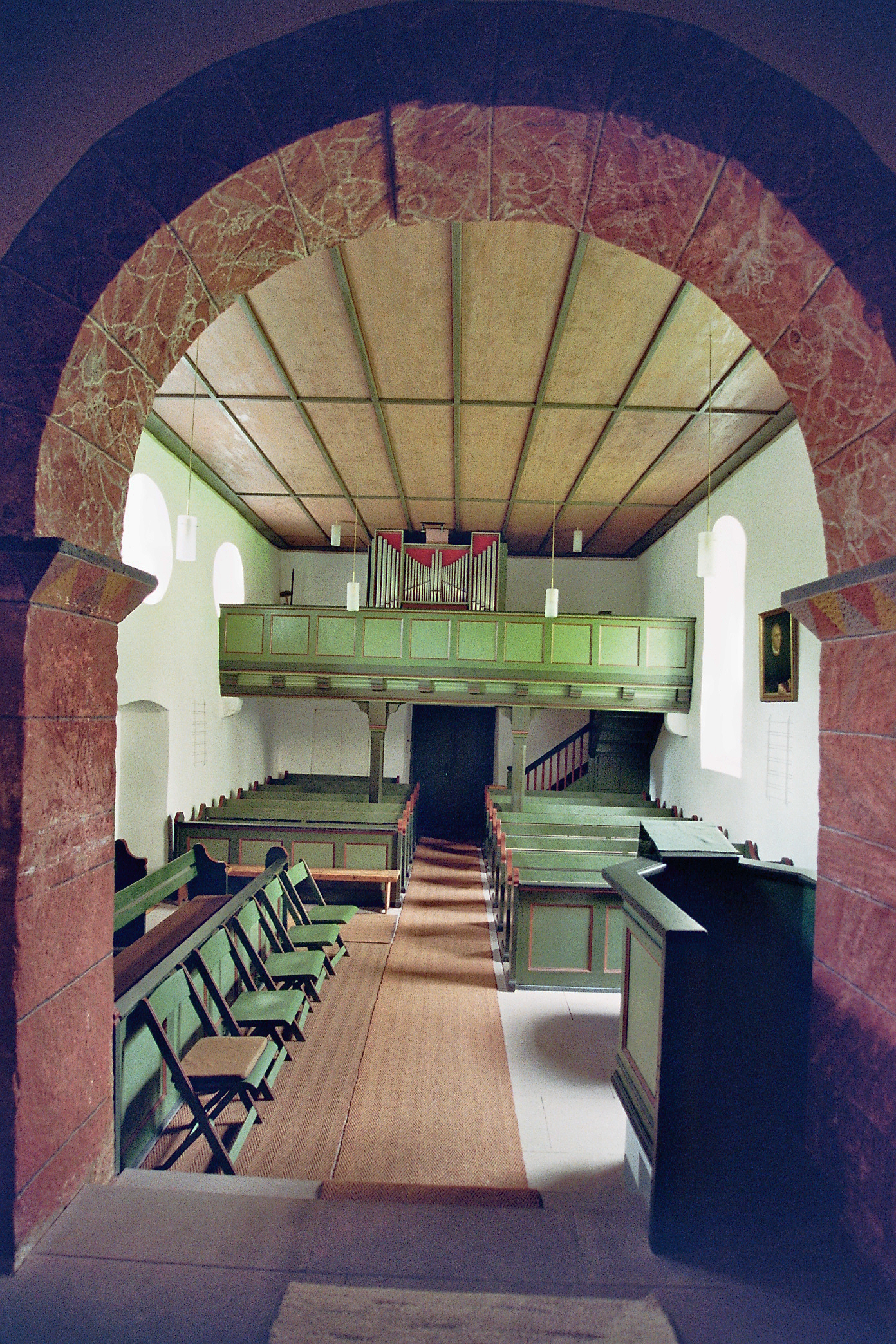
Triumphbogen mit Blick auf die Orgelempore

Der Innenraum wird von einer Flachdecke abgeschlossen, die nach dem Wiederaufbau ohne Mittelstützen ist. Ältestes Ausstattungsstück ist ein romanisches Taufbecken aus Lungstein (Durchmesser außen 0,87 Meter, Höhe 0,62 Meter) mit einem verzierten Rundbogenfries unter einem Tauband.
Am nördlichen Bogenpfeiler ist eine hölzerne polygonale Kanzel mit schlichten Füllungen aufgestellt.
Auf den Gewölbekappen im Chor sind die vier Evangelisten als Stuckreliefs dargestellt. Sie wurden in der zweiten Hälfte des 17. Jahrhunderts geschaffen und zeigen die Evangelisten schreibend und auf einer Wolke schwebend mit ihren Evangelistensymbolen. Unter Matthäus, der traditionell seinen Platz an der Ostseite erhält, ist ein Engel zwischen einem Allianzwappen angebracht. Das Wappen mit dem Widderkopf weist auf Johann Philipp von Buseck genannt Münch, während das Wappen mit dem schreitenden Hahn von Sophia Maria von Steinling eingebracht wird.
Zwei Grabdenkmäler (Doppelgräber) erinnern an die Herren von Windhausen. Das unbemalte Epitaph aus rotem Sandstein für Ebert von Windhausen († 1550) und seine Frau Margret geb. von Nordeck zur Rabenau († 1580) ist mit 1560 bezeichnet. Es ist 1,40 Meter breit und ohne Sockel 2,08 Meter hoch und wurde sekundär vor den südlichen Chorbogen versetzt. Über den lebensgroßen Figuren ist eine Schriftplatte zwischen zwei Wappen angebracht. Das farbig gefasste rote Sandstein-Grabmal für Johann von Windhausen († 1612) und seine Frau Adelheid geb. von Selbach († 1609) ist 3,08 Meter breit und ohne Bekrönung 3,00 Meter hoch. Dargestellt wird das Ehepaar in Lebensgröße zwischen Dreiviertelsäulen, Wappen und Beschlagwerk. Es wurde 1608 gefertigt und steht am ursprünglichen Ort an der nördlichen Chorwand. Die Grabplatte des Geheimen fuldischen Rates Friedrich Ludwig von Buseck genannt Münch († 1750) und seiner Frau Christine Magdalene von Hutten zu Stolzenberg († 1762) ist an der südlichen Chorwand aufgestellt. Weitere Grabplatten mit Wappen sind an der Südwand aufgestellt.

## Orgel

Döring-Orgel von 1964

Die erste Orgel war ein Geschenk von Friedrich Ludwig von Buseck. Wie damals üblich, wurde der Organistendienst mit der Lehrerstelle verbunden. Die barocke Orgel wurde 1864 durch ein einmanualiges Werk mit Pedal von Johann Georg Förster ersetzt, das sieben Register besaß. 100 Jahre später erbaute Bruno Döring eine neue Orgel mit acht Registern und mechanischer Traktur. Die Disposition lautet wie folgt:
| I Manual C–g3 |       |
| Gedackt       | 8′    |
| Principal     | 4′    |
| Rohrflöte     | 4′    |
| Waldflöte     | 2′    |
| Sifflöte B/D  | 1 ⁄3′ |
| Zimbel II B/D |       |

| Pedal C–f1 |     |
| Subbass    | 16′ |
| Pommer     | 4′  |

- Koppeln: I/P